# Papa (mitologia)
Nella mitologia delle Isole Cook, Papa era la dea della terra, figlia di Varima-te-takere, la dea madre primordiale.
La divinità è condivisa anche da altre mitologie dell'area polinesiana, ma ogni popolo la identifica come la moglie di un dio diverso: gli hawaiani la chiamano Papahānaumoku, e dicono che andò in sposa al dio del cielo Vatea oppure al dio Wakea; i Maori invece la identificano con Papatūānuku, e pensano che sia andata in sposa al dio Ranginui.